# Пам'ятки археології Великобурлуцького району
У Великобурлуцькому районі Харківської області на обліку перебуває 39 пам'яток археології.
| № з/п | Охоронний № | Місцезнаходження об'єкту | Назва об'єкту                                 | Дослідник, рік обстеження                     | Розміри                                                    | Кат     | Рішення Харківського ОВК, накази УКіТ                          | Охоронна зона: розміри, Рішення Харківського ОВК, накази УКіТ |
| ----- | ----------- | --- | --------------------------------------------- | --------------------------------------------- | ---------------------------------------------------------- | ------- | -------------------------------------------------------------- | ------------------------------------------------------------- |
| 1.    | 2012        | с. Аркушине Гнилицької с/р | Кургани. 3.III тис. до н. е. — I тис. н. е.   | Шрамко Б. А. та інші.1977р                    | Вис. 0,5-2,0 м                                             | Місцева | № 413 від 19.08.85р.                                           | 50 м. № 184 від 20.04.87р. (встановлена на 2 кургани)         |
| 2.    | 1642        | с. Зарубинка Вільхуватської с/р | Кургани. 3.III тис. до н. е. — I тис. н. е.   | -<<-                                          | Вис. 2,3-2,4 м                                             | -<<-    | № 13 від 12.01.81р.                                            | 50 м.№ 33 від 23.01.84р.                                      |
| 3.    | 2235        | с. Лозове Новоолександрівської с/р | Курган.III тис. до н. е. — I тис. н. е.       | -<<-                                          | Вис. 1,3 м                                                 | -<<-    | № 183 від 20.04.87р.                                           | 50 м. № 184 від 20.04.87р.                                    |
| 4.    | 2236        | с. Малий Бурлук Малобурлуцької с/р | Курган.III тис. до н. е. — I тис. н. е.       | -<<-                                          | Вис. 2,0 м                                                 | -<<-    | -<<-                                                           | 50 м. № 184 від 20.04.87р.                                    |
| 5.    | 1643        | с. Манцівка Великобурлуцької сел/р | Кургани. 3.III тис. до н. е. — I тис. н. е.   | -<<-                                          | Вис. 0,5-2,5 м                                             | -<<-    | № 13 від 12.01.81р.                                            | 50 м.№ 33 від 23.01.84р.                                      |
| 6.    | 2306        | с. Манцівка Великобурлуцької сел/р | Кургани.2.III тис. до н. е. — I тис. н. е.    | -<<-                                          | Вис. 2,0 м                                                 | -<<-    | № 161 від 18.04.88р.                                           |                                                               |
| 7.    | 2307        | с. Мілове Міловської с/р | Кургани. 5.III тис. до н. е. — I тис. н. е.   | -<<-                                          | Вис. 1,0-1,3 м                                             | -<<-    | -<<-                                                           |                                                               |
| 8.    | 1644        | с-ще Нова Олександрівка Новоолександрівської с/р | Кургани. 4.III тис. до н. е. — I тис. н. е.   | -<<-                                          | Вис. 0,5-1,3 м                                             | -<<-    | № 13 від 12.01.81р.                                            | 50 м.№ 33 від 23.01.84р.                                      |
| 9.    | 1912        | с. Плоске Великобурлуцької сел/р | Курган.III тис. до н. е. — I тис. н. е.       | -<<-                                          | Вис. 0,7 м                                                 | -<<-    | № 196 від 16.04.84р.                                           | 50 м.№ 197 від 16.04.84р.                                     |
| 10.   | 1913        | с-ще. Підсереднє Підсереднянської с/р | Курган.III тис. до н. е. — I тис. н. е.       | -<<-                                          | Вис. 0,5 м                                                 | -<<-    | № 196 від 16.04.84р.                                           | 50 м.№ 197 від 16.04.84р.                                     |
| 11.   | 2013        | с. Пролетарка Великобурлуцької сел/р | Кургани. 2.III тис. до н. е. — I тис. н. е.   | -<<-                                          | Вис. 0,5-1,0 м                                             | -<<-    | № 413 від 19.08.85р.                                           | 50 м. № 184 від 20.04.87р.                                    |
| 12.   | 1914        | с-ще Садовод Андріївської с/р | Курган.III тис. до н. е. — I тис. н. е.       | -<<-                                          | Вис. 3,0 м                                                 | -<<-    | № 196 від 16.04.84р.                                           | 50 м.№ 197 від 16.04.84р.                                     |
| 13.   | 1915        | с-ще Сірий Яр Підсереднянської с/р | Курган.III тис. до н. е. — I тис. н. е.       | -<<-                                          | Вис. 0,7 м                                                 | -<<-    | -<<-                                                           | 50 м.№ 197 від 16.04.84р.                                     |
| 14.   | 1916        | с. Середній Бурлук Шипуватської с/р | Кургани. 5.III тис. до н. е. — I тис. н. е.   | -<<-                                          | Вис. 0,7-2,2 м                                             | -<<-    | -<<-                                                           | 50 м.№ 197 від 16.04.84р.                                     |
| 15.   | 2237        | с. Середній Бурлук Шипуватської с/р | Кургани. 117.III тис. до н. е. — I тис. н. е. | -<<-                                          | Вис. 0,3-2,7 м                                             | -<<-    | № 183 від 20.04.87р.                                           | 50 м. № 184 від 20.04.87р. (встановлена на 2 кургани)         |
| 16.   | 1645        | с. Стецьківка Андріївської с/р | Кургани. 5.III тис. до н. е. — I тис. н. е.   | -<<-                                          | Вис. 1,2-1,8 м                                             | -<<-    | № 13 від 12.01.81р.                                            | 50 м.№ 33 від 23.01.84р.                                      |
| 17.   | 2308        | с. Стецьківка Андріївської с/р | Кургани. 3.III тис. до н. е. — I тис. н. е.   | -<<-                                          | Вис. 1,0-3,0 м                                             | -<<-    | № 161 від 18.04.88р.                                           |                                                               |
| 18.   | 2014        | с. Хатнє Хатненської с/р | Кургани. 3.III тис. до н. е. — I тис. н. е.   | -<<-                                          | Вис. 2,0 м                                                 | -<<-    | № 413 від 19.08.85р.                                           | 50 м. № 184 від 20.04.87р.                                    |
| 19.   | 1646        | с. Шипувате Шипуватської с/р | Кургани. 29.III тис. до н. е. — I тис. н. е.  | -<<-                                          | Вис. 0,8-1,5 м                                             | -<<-    | № 13 від 12.01.81р.                                            | 50 м.№ 33 від 23.01.84р.                                      |
| 20.   | 2309        | с. Шляхове Шипуватської с/р | Кургани. 7.III тис. до н. е. — I тис. н. е.   | -<<-                                          | Вис. 0,7-2,5 м                                             | -<<-    | № 161 від 18.04.88р.                                           | 10 м. Наказ УКіТ № 19 від 17.02.2005 р.                       |
| 21.   |             | сел. Червона Хвиля, Червонохвильська селищна рада, Великобурлуцький р-н. Кургани розташовані за 5 км в північно — західному напрямку від околиці селища.                                                                 | Кургани № 1 — 4                               | Ревенко В. І.ІІІ тис. до н. е. — І тис. н. е. | К..№ 1-2,5/40мК.№ 2-1,6/35мК. № 3-1,2/30мК.№ 4-0,7/20 м.   | Об'єкт  | Наказ УКіТ № 25 від 02.03.05р. Наказ УКіТ № 249 від 22.07.08р. |                                                               |
| 22.   |             | сел. Червона Хвиля, Червонохвильська селищна рада, Великобурлуцький р-н. Курган розташований за 5 км на захід від західної околиці селища.                                                                               | Курган № 5                                    | Ревенко В. І.ІІІ тис. до н. е. — І тис. н. е. | К..№ 5-0,4/20 м.                                           | Об'єкт  | Наказ УКіТ № 25 від 02.03.05р. Наказ УКіТ № 249 від 22.07.08р. |                                                               |
| 23.   |             | сел. Червона Хвиля, Червонохвильська селищна рада, Великобурлуцький р-н. Курган розташований за 4,5 км на захід від південної околиці селища                                                                             | Курган № 6                                    | Ревенко В. І.ІІІ тис. до н. е. — І тис. н. е. | К..№ 6-0,7/25 м.                                           | Об'єкт  | Наказ УКіТ № 25 від 02.03.05р. Наказ УКіТ № 249 від 22.07.08р. |                                                               |
| 24.   |             | сел. Червона Хвиля, Червонохвильська селищна рада, Великобурлуцький р-н. Курган розташований за 2 км в північно — західному напрямку від північної околиці селища.                                                       | Курган № 7                                    | Ревенко В. І.ІІІ тис. до н. е. — І тис. н. е. | К..№ 7-1,0/30 м.                                           | Об'єкт  | Наказ УКіТ № 25 від 02.03.05р. Наказ УКіТ № 249 від 22.07.08р. |                                                               |
| 25.   |             | с. Гнилиця, Гнилицька сільська рада, Великобурлуцький район. Курган розташований за 2,5 км в північно — західному напрямку від північної околиці села.                                                                   | Курган № 1                                    | Ревенко В. І.ІІІ тис. до н. е. — І тис. н. е. | К..№ 1-0,7/20 м.                                           | Об'єкт  | Наказ УКіТ № 25 від 02.03.05р. Наказ УКіТ № 249 від 22.07.08р. |                                                               |
| 26.   |             | с. Гнилиця, Гнилицька сільська рада, Великобурлуцький район. Кургани розташовані за 1,5 км на захід від північно — західної околиці села.                                                                                | Кургани № 2 — 4                               | Ревенко В. І.ІІІ тис. до н. е. — І тис. н. е. | К..№ 2-2,5/50мК..№ 3-0,3/15мК. № 4-0,9/35 м.               | Об'єкт  | Наказ УКіТ № 25 від 02.03.05р. Наказ УКіТ № 249 від 22.07.08р. |                                                               |
| 27.   |             | с. Гнилиця, Гнилицька сільська рада, Великобурлуцький район. Курган розташований за 1,5 км в північно –східному напрямку від північної околиці села.                                                                     | Курган № 5                                    | Ревенко В. І.ІІІ тис. до н. е. — І тис. н. е. | К..№ 5-0,7/20 м.                                           | Об'єкт  | Наказ УКіТ № 25 від 02.03.05р. Наказ УКіТ № 249 від 22.07.08р. |                                                               |
| 28.   |             | с. Гнилиця, Гнилицька сільська рада, Великобурлуцький район. Кургани розташовані за 2,0 км на схід від господарчого двору на східній околиці села                                                                        | Кургани № 6 — 7                               | Ревенко В. І.ІІІ тис. до н. е. — І тис. н. е. | К..№ 6-1,2/30мК..№ 7-0,4/20 м.                             | Об'єкт  | Наказ УКіТ № 25 від 02.03.05р. Наказ УКіТ № 249 від 22.07.08р. |                                                               |
| 29.   |             | с. Гнилиця, Гнилицька сільська рада, Великобурлуцький район. Курган розташований за 4,2 км в південно — східному напрямку від південної околиці села                                                                     | Курган № 8                                    | Ревенко В. І.ІІІ тис. до н. е. — І тис. н. е. | К..№ 8-0,2/15 м.                                           | Об'єкт  | Наказ УКіТ № 25 від 02.03.05р. Наказ УКіТ № 249 від 22.07.08р. |                                                               |
| 30.   |             | с. Гнилиця Перша, Гнилицька Перша сільська рада, Великобурлуцький район. Кургани розташовані за 1,5 км в північно — західному напрямку від північної околиці села.                                                       | Кургани № 1 — 4                               | Ревенко В. І.ІІІ тис. до н. е. — І тис. н. е. | К..№ 1-0,5/15мК..№ 2-0,6/25мК. № 3-1,1/30мК..№ 4-1,8/35 м. | Об'єкт  | Наказ УКіТ № 25 від 02.03.05р. Наказ УКіТ № 249 від 22.07.08р. |                                                               |
| 31.   |             | с. Гнилиця Перша, Гнилицька Перша сільська рада, Великобурлуцький район. Курган розташований за 1,5 км на захід від західної околиці села.                                                                               | Курган № 5                                    | Ревенко В. І.ІІІ тис. до н. е. — І тис. н. е. | К..№ 5-2,5/50 м.                                           | Об'єкт  | Наказ УКіТ № 25 від 02.03.05р. Наказ УКіТ № 249 від 22.07.08р. |                                                               |
| 32.   |             | с. Гнилиця Перша, Гнилицька Перша сільська рада, Великобурлуцький район. | Кургани № 6 — 7                               | Ревенко В. І.ІІІ тис. до н. е. — І тис. н. е. | К..№ 6-1,4/30мК..№ 7-1,8/35 м.                             | Об'єкт  | Наказ УКіТ № 25 від 02.03.05р. Наказ УКіТ № 249 від 22.07.08р. |                                                               |
| 33.   |             | с. Гнилиця Перша, Гнилицька Перша сільська рада, Великобурлуцький район. Курган розташований за 2,5 км на схід від східної околиці села.                                                                                 | Курган № 8                                    | Ревенко В. І.ІІІ тис. до н. е. — І тис. н. е. | К..№ 8-0,3/ 20 м.                                          | Об'єкт  | Наказ УКіТ № 25 від 02.03.05р. Наказ УКіТ № 249 від 22.07.08р. |                                                               |
| 34.   |             | сел. Зелений Гай, Червонохвильська селищна рада, Великобурлуцький район. Кургани розташовані за 1 — 1,1 км в північно — західному напрямку від північної околиці селища, праворуч від дороги на с. Ново — Олександрівка. | Кургани № 1 — 2                               | Ревенко В. І.ІІІ тис. до н. е. — І тис. н. е. | К..№ 1-0,5/20мК..№ 2-1,3/35 м.                             | Об'єкт  | Наказ УКіТ № 25 від 02.03.05р. Наказ УКіТ № 249 від 22.07.08р. |                                                               |
| 35.   |             | сел. Зелений Гай, Червонохвильська селищна рада, Великобурлуцький район. Кургани розташовані за 3 км в південно — західному напрямку від південної околиці селища, праворуч від дороги на с. Ново — Олександрівка.       | Кургани № 3 — 5                               | Ревенко В. І.ІІІ тис. до н. е. — І тис. н. е. | К..№ 3-1,6/35мК..№ 4-0,4/25мК. № 5-0,9/25 м.               | Об'єкт  | Наказ УКіТ № 25 від 02.03.05р. Наказ УКіТ № 249 від 22.07.08р. |                                                               |
| 36.   |             | сел. Зелений Гай, Червонохвильська селищна рада, Великобурлуцький район. Курган розташований за 1 км на південь від південної околиці селища.                                                                            | Курган № 6                                    | Ревенко В. І.ІІІ тис. до н. е. — І тис. н. е. | К..№ 6-1,0/35м                                             | Об'єкт  | Наказ УКіТ № 25 від 02.03.05р. Наказ УКіТ № 249 від 22.07.08р. |                                                               |
| 37.   |             | с. Плоске, Великобурлуцька селищна рада, Великобурлуцький район. Курган розташований за 2,5 км на захід від південно — західної околиці села.                                                                            | Курган № 1                                    | Ревенко В. І.ІІІ тис. до н. е. — І тис. н. е. | К..№ 1-0,7/25м                                             | Об'єкт  | Наказ УКіТ № 25 від 02.03.05р. Наказ УКіТ № 249 від 22.07.08р. |                                                               |
| 38.   |             | с. Плоске, Великобурлуцька селищна рада, Великобурлуцький район. Курган розташований за 3,0 км в південно — західному напрямку від південної околиці села.                                                               | Курган № 2                                    | Ревенко В. І.ІІІ тис. до н. е. — І тис. н. е. | К..№ 2-1,5/35м                                             | Об'єкт  | Наказ УКіТ № 25 від 02.03.05р. Наказ УКіТ № 249 від 22.07.08р. |                                                               |
| 39.   |             | с. Плоске, Великобурлуцька селищна рада, Великобурлуцький район. Кургани розташовані за 2,0 км на схід від східної околиці села.                                                                                         | Кургани № 3 — 5                               | Ревенко В. І.ІІІ тис. до н. е. — І тис. н. е. | К..№ 3-1,6/25мК..№ 4-0,8/30мК. № 5-1,3/25 м.               | Об'єкт  | Наказ УКіТ № 25 від 02.03.05р. Наказ УКіТ № 249 від 22.07.08р. |                                                               |
|       |             | |                                               |                                               |                                                            |         |                                                                |                                                               |

## Джерело
Лист Харківської Облдержадміністрації на запит ВМ УА від 28 березня 2012. Файли доступні на сайті конкурсу WLM.